# Jack Marton
Pour les articles homonymes, voir Marton.
Jack Marek Marton, né le 7 juillet 1992 dans l'État de Victoria, est un taekwondoïste australien.

## Carrière
En 2015, il est médaillé d'or aux Jeux du Pacifique dans la catégorie des moins de 74 kg.
Il remporte la médaille d'or en moins de 80 kg aux Championnats d'Océanie 2016 à Suva et 2018 à Mahina ainsi qu'aux Jeux du Pacifique de 2019 à Apia. 
En 2021, il participe au tournoi de taekwondo aux Jeux olympiques d'été en moins de 80 kg ; il est éliminé au premier tour par l'Égyptien Seif Eissa.

## Famille
Il est le frère des taekwondoïstes Carmen Marton et Caroline Marton.